# Reino de Navarra
El reino de Navarra (en latín, Regnum Navarrae) fue la continuación institucional del reino de Pamplona, uno de los reinos medievales de Europa situado en ambas vertientes de los Pirineos occidentales, pero con la mayor parte de su territorio localizado al sur de la cordillera, en el norte de la península ibérica, desde 1162. Fundado ese primer reino en torno a la civitas romana de Pompaelo, señorío episcopal, desde el año 824 se registran menciones documentales como una entidad propia con un caudillo regente, rey de facto, según afirman algunos historiadores. A partir del 905, con la nueva dinastía Jimena, ya se puede hablar propiamente de reino y reyes, con Sancho Garcés I como el primero de sus monarcas. La tradición habla de Íñigo Arista como el primer monarca, pero en rigor, salvo el título de conde, no hay constancia de titulación de mayor rango.
Tras unos primeros años de expansión y la posterior merma territorial a manos de las coronas de Castilla y Aragón, el reino navarro se estabilizó con dos territorios diferenciados: la Alta Navarra o peninsular, al sur de los Pirineos, donde se encontraba la capital y la mayor parte de la población y los recursos, y la Baja Navarra o continental, al norte de la cordillera pirenaica. Entre 1234 y 1512 estuvo vinculado con el reino de Francia, y dentro de su órbita durante varios siglos, a través de varias dinastías (Champaña, Capetos, Évreux y Foix). En algunas ocasiones, el reino fue directamente unido al trono francés, como con los Capetos entre 1284 y 1328. 
El fin de la independencia del reino se produjo cuando Fernando el Católico y, posteriormente, su nieto borgoñón Carlos I de España, llevaron a cabo la conquista militar entre los años 1512 y 1528, no sin resistencia. Se realizaron varios intentos de recuperar la independencia en los años siguientes y finalmente Carlos I de España se replegó de la Baja Navarra por su difícil control. Esta porción transpirenaica siguió siendo independiente, manteniendo las dinastías Foix y Albret, hasta que se unió dinásticamente a la Corona francesa al subir su rey, Enrique III, al trono galo. Así, los monarcas franceses se intitularon desde entonces y hasta la Revolución francesa «reyes de Francia y de Navarra». La unión del reino de Navarra a Francia, puramente dinástica, se hizo conservando siempre sus propios fueros e instituciones; así, por ejemplo, cuando Luis XVI convocó los Estados Generales de Francia, Navarra no envió diputados a estos, sino al rey en persona, en tanto que monarca navarro, de manera independiente y con su propio cuaderno de agravios. Sin embargo, su estatus diferenciado dentro de la Corona francesa terminó en 1789, al ser abolido como reino. Por otra parte, la Navarra peninsular se convirtió en uno más de los reinos y territorios de la Corona de Castilla y, finalmente, de la Monarquía Hispánica, estatus que conservó, gobernada por un virrey, hasta 1841, fecha en la que pasó a ser considerada provincia foral española mediante la posteriormente denominada Ley Paccionada, tras la primera guerra carlista.

## Generalidades
El reino de Navarra surgió de un pequeño territorio que, tras un periodo de expansión, fue menguando paulatinamente en extensión y poder, socavado por las disputas entre las clases dirigentes y las conquistas realizadas por los reinos vecinos.
El espacio navarro se estructuró de manera dual tras la invasión musulmana de la península en el siglo VIII. El norte permaneció poco tiempo bajo dominio musulmán y pronto se organizó en un núcleo cristiano de fugaz sometimiento al Imperio carolingio y con centro en la ciudad de Pamplona, población fundada en época romana como Pompaelo por Pompeyo sobre un asentamiento vascón preexistente, que algunos autores consideran se denominaba ya «Iruña». Su primer caudillo conocido fue Íñigo Íñiguez —o Íñigo Arista («Enneco Cognomento Aresta»)—, cabeza conocida de la considerada primera dinastía navarra.
En el sur, un noble hispano godo oriundo de la zona (Casius) pactó con los invasores musulmanes y se convirtió al islam, consiguiendo así continuar señoreando esa zona del valle del Ebro y prolongando este poder entre los de su estirpe (los Banu Qasi), que durante generaciones afirmarán su poder en el sur del actual territorio navarro, aliándose con los Arista en diversas ocasiones en contra del poder central del emirato cordobés, o del afán expansionista del Imperio carolingio.
Navarra fue uno de los núcleos montañeses de resistencia cristiana impulsados por los francos carolingios que se formaron en los Pirineos, frente a la dominación islámica de la península ibérica, al igual que en Aragón y Cataluña. Inicialmente fue conocido por los cronistas francos como Reino de los Pamploneses o Reino de Pamplona y poco más tarde, como Reino de Pamplona-Nájera en referencia a la importancia en su organización de la ciudad riojana. 
En su etapa de mayor expansión territorial, durante la Edad Media, el reino abarcó territorios atlánticos y se expandió más allá del río Ebro, hacia territorios situados en las comunidades autónomas contemporáneas de Aragón, Cantabria, Castilla y León, La Rioja, País Vasco y las regiones administrativas francesas de Aquitania y Mediodía-Pirineos, en las antiguas provincias de Gascuña y Occitania. Las capitales vascas de Vitoria y San Sebastián fueron fundadas por el rey navarro Sancho VI el Sabio.
En su etapa final, el reino resultó dividido en:
- La Navarra peninsular o Alta Navarra, que fue invadida junto a la Navarra continental en 1512 por Fernando el Católico con el apoyo de Luis Beaumont, hijo del líder beaumontés exiliado tras perder la guerra civil de Navarra años antes, y fue anexionada a la Corona de Castilla. Se integró en el Reino de España o Monarquía Hispánica, conservando instituciones propias como reino. En 1530 el rey Carlos I de España decidió abandonar la Baja Navarra por su difícil control. La Alta Navarra sigue como reino integrante de España hasta que en 1841 es abolido su estatus y pasa a ser una región o provincia.

- La Navarra continental o Baja Navarra, que se unió dinásticamente con Francia a finales del siglo XVI, y en 1620 se integró en la Monarquía francesa. Conservó instituciones y privilegios propios hasta 1789, en época de la Revolución, ostentando los Borbones franceses el título de reyes de Francia y de Navarra. No obstante, durante la Restauración francesa, Luis XVIII y Carlos X recuperaron el título de reyes de Francia y de Navarra durante sus reinados, durante el primer tercio del siglo XIX.

El título del príncipe heredero es Príncipe de Viana, que hoy en día ostenta Leonor de Borbón y Ortiz, hija y heredera del rey Felipe VI de España.

## Evolución histórica

### Reinado de visigodos y francos
Para el periodo de la historia de los vascones contemporánea a la formación y consolidación del reino visigodo en Hispania hay escasas fuentes directas disponibles sobre los acontecimientos y la organización interna de los vascones, y con frecuencia resultan contradictorias. 
Algunos historiadores suponen que los vascones nunca fueron sometidos por los visigodos en su pretensión de lograr la unidad territorial de todas las antiguas provincias hispanorromanas. Otros autores, principalmente en el siglo XIX, supusieron que los visigodos sí llegaron a dominar la tierra de los vascones. La escasez de datos ha llevado a crear la leyenda sobre el Domuit vascones (dominó a los vascones), una supuesta frase que se incluiría en las crónicas de todos los reyes godos, pero que parece ser una invención del novelista Francisco Navarro Villoslada.
Las reflexiones de otros especialistas recuerdan la actitud amistosa de los vascones en el periodo romano y la ausencia de conflictos relevantes durante el Bajo Imperio, resaltando la dificultad de explicar aquellos enfrentamientos sin apoyarse en el contexto de la afirmación del poder autónomo en Aquitania y las rivalidades entre francos y visigodos.
La dominación visigoda de Pamplona es un tema políticamente polémico. Pese a haber sido sede episcopal de la iglesia visigoda, y a haber necrópolis visigodas en Pamplona, existe alguna polémica sobre si existió o no dominación visigoda sobre la ciudad o, simplemente, convivencia. Los testimonios arqueológicos y documentales han recibido diversas interpretaciones en algunos casos derivadas de la polémica política.

#### Aquitania
En el año 632 el rey merovingio Dagoberto I encabezó una expedición a Zaragoza en apoyo de Sisenando que se había sublevado frente a la autoridad de Suintila. Pocos años después, Dagoberto reunió un ejército de burgundios con los que intentó ocupar sin éxito toda la "patria de Vasconia" en el 635. Sin embargo, en el 636 Dagoberto obtuvo tras una nueva campaña militar, el juramento de lealtad de los vascones al servicio de Aighina, duque sajón de Burdeos. Tras la muerte de Dagoberto I en el año 639, el poder merovingio se fue debilitando para dar paso a un periodo de consolidación de un poder autónomo conocido como ducado de Aquitania dentro del reino franco pero del que se desconocen fuentes de referencia hasta que es citada la concesión a Félix, patricio de Toulouse, del control de todas las ciudades hasta los Pirineos y de los vascones hacia el 672. Para algunos autores, la política de enfrentamiento con el poder franco por parte de Félix, habría sido continuada por su sucesor Lupo, proceso que culminaría en tiempos de Eudes que lograría el reconocimiento de regnum para la parte meridional de la antigua Galia.
Durante los siglos VI y VII, hay teorías que dicen que los vascones del norte cruzaron los Pirineos, ocupando Aquitania, en la actual Francia, donde su lengua influyó en el idioma romance que daría lugar al gascón, a la que dieron el nombre de Gascuña.

### Invasión musulmana: Roncesvalles y la formación del Reino de Pamplona
Durante el invierno del 713 los ejércitos musulmanes alcanzaron el valle medio del Ebro que se encontraba gobernado por el conde hispanovisigodo Casio, quien eligió someterse al califa omeya y convertirse al islam a cambio de mantener su poder en la región, dando origen así a la estirpe de los Banu Qasi. Pamplona, sin embargo, fue finalmente ocupada en el 718 tras oponer resistencia y obligada a pagar tributo a los gobernadores musulmanes, que establecieron un protectorado. La derrota musulmana en la batalla de Poitiers en 732 frente a los francos de Carlos Martel debilitó la posición musulmana pero el valí Uqba recondujo la situación instalando una guarnición militar en la ciudad entre el 734 y el 741.

#### La Marca Hispánica de Carlomagno

Mapa mostrando todos los condados de la Marca Hispánica y Vasconia.

Otra versión de la Marca Hispánica el año 814

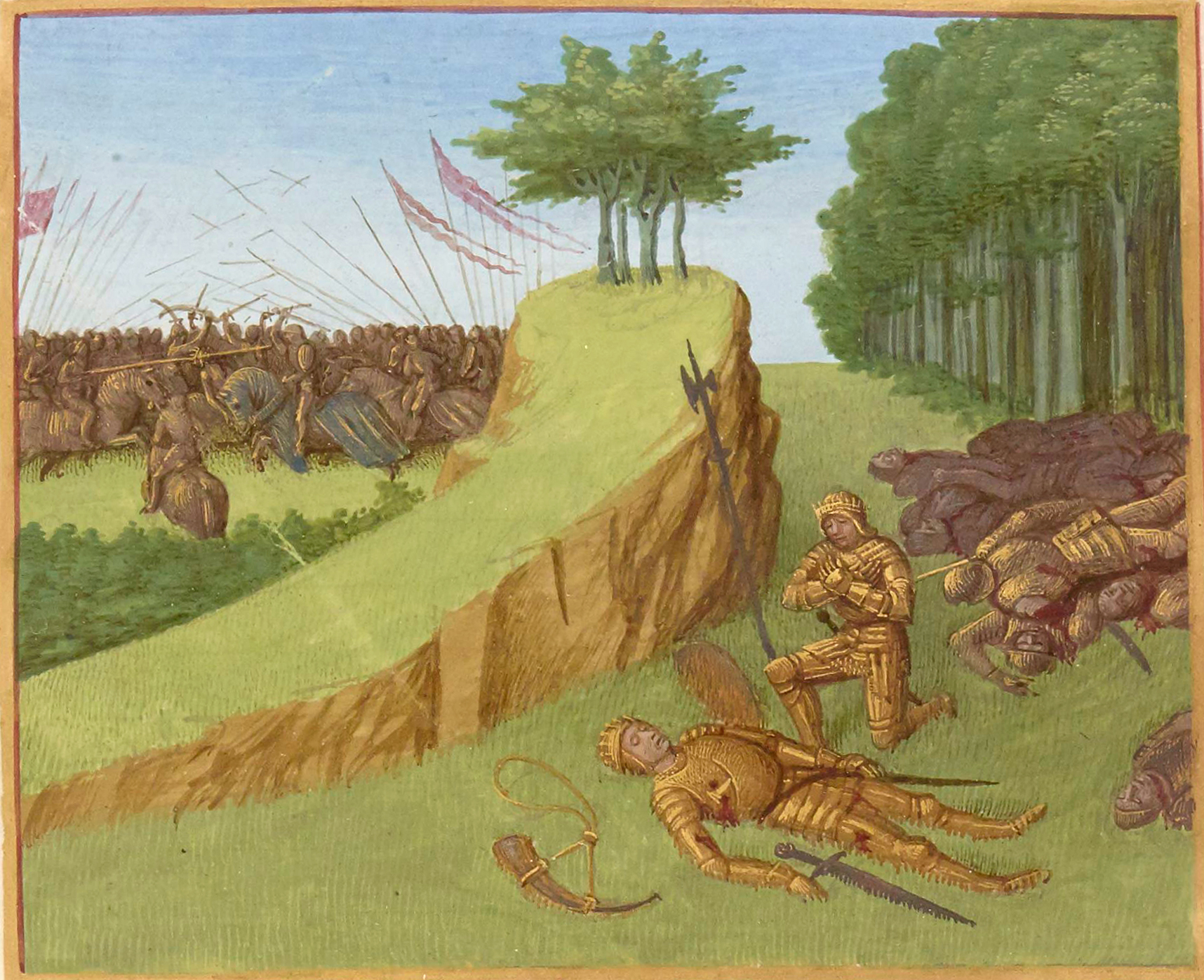
Batalla de Roncesvalles en 778. Muerte de Roldán, en las Grandes Crónicas de Francia, ilustradas por Jean Fouquet, Tours, hacia 1455-1460, BNF.

La Marca Hispánica fue la frontera político-militar del Imperio carolingio al sur de los Pirineos. Tras la conquista musulmana de la península ibérica, este territorio fue dominado mediante guarniciones militares establecidas en lugares como Pamplona, Aragón, Ribagorza, Pallars, Urgel, Cerdaña o Rosellón. A fines del siglo VIII, los carolingios intervinieron en el noreste peninsular con el apoyo de la población autóctona de las montañas. La dominación franca se hizo efectiva entonces más al sur tras la conquista de Gerona (785) y Barcelona (801). En la Marca Hispánica, integrada por condados dependientes de los monarcas carolingios, a principios del siglo IX, los condes francos son sustituidos por nobles autóctonos.
El territorio ganado a los musulmanes se configuró como la Marca Hispánica, en contraposición a la Marca Superior andalusí, e iba de Pamplona hasta Barcelona. De todos los territorios, los que alcanzaron mayor protagonismo fueron los de Pamplona, constituido en el primer cuarto del siglo IX en reino; Aragón, constituido en condado independiente en 809; Urgel, importante sede episcopal y condado con dinastía propia desde 815; y el condado de Barcelona, que con el tiempo se convirtió en hegemónico sobre sus vecinos, los de Ausona y Gerona.

#### Roncesvalles
Carlomagno, aprovechando la rebelión del gobernador de Zaragoza para intervenir en la Península, atravesó con un ejército franco el territorio vascón y destruyó las defensas de Pamplona en su avance hacia Zaragoza, donde a su llegada el cambio de las alianzas de los sublevados le obligó a retirarse. El interés de Carlomagno en los asuntos hispánicos le movió a apoyar una rebelión en el Vilayato de la Marca Superior de al-Ándalus de Sulaymán al-Arabi, que pretendía alzarse a emir de Córdoba con el apoyo de los francos, a cambio de entregar al emperador franco la plaza de Saraqusta. 
Carlomagno llegó en el año 778 a las puertas de la ciudad, sin embargo Husayn, el valí de Zaragoza, se negó a franquear la entrada al ejército carolingio. Debido a la complejidad que supondría un largo asedio a una plaza tan fortificada, con un ejército tan alejado de su centro logístico, desistió e inició el camino de vuelta a su reino. Tras reducir a ruinas Pamplona, la capital de los vascones aliados de los Banu Qasi, el 15 de agosto de 778, Carlomagno con el más poderoso ejército del siglo VIII se dirigía al norte por el paso de Roncesvalles, entre el collado de Ibañeta y la hondonada de Valcarlos. En ese punto fueron objeto de una contundente emboscada por partidas de nativos vascones, probablemente instigados por los fieles a los hijos de Sulaymán, Aysun y Matruh ben Sulayman al-Arabí, que provocaron un descalabro general a la retaguardia de su ejército, mandada por su sobrino Roldán, a base de lanzarles rocas y dardos. La Chanson de Roland, inmortalizó el evento. La independencia de los condados occidentales respecto del rey Carlomagno se decidió en el fracaso de la toma de Saraqusta.

### El Reino de Pamplona

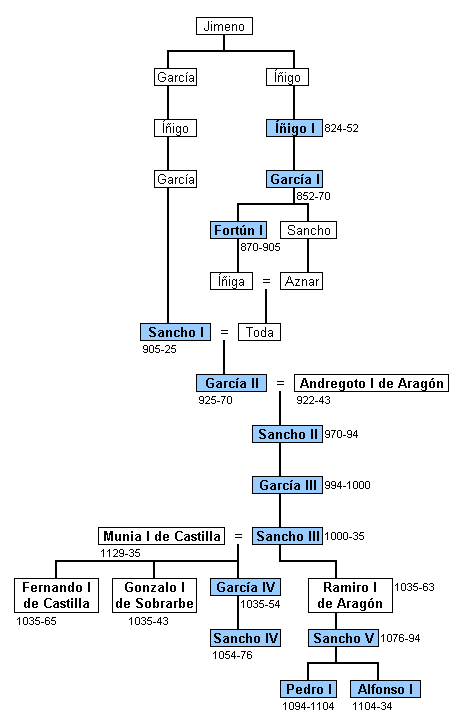
Reyes de Pamplona de las dinastías Íñiga y Jimena. Sancho V (como Sancho I), Pedro I y Alfonso I fueron además reyes de Aragón.

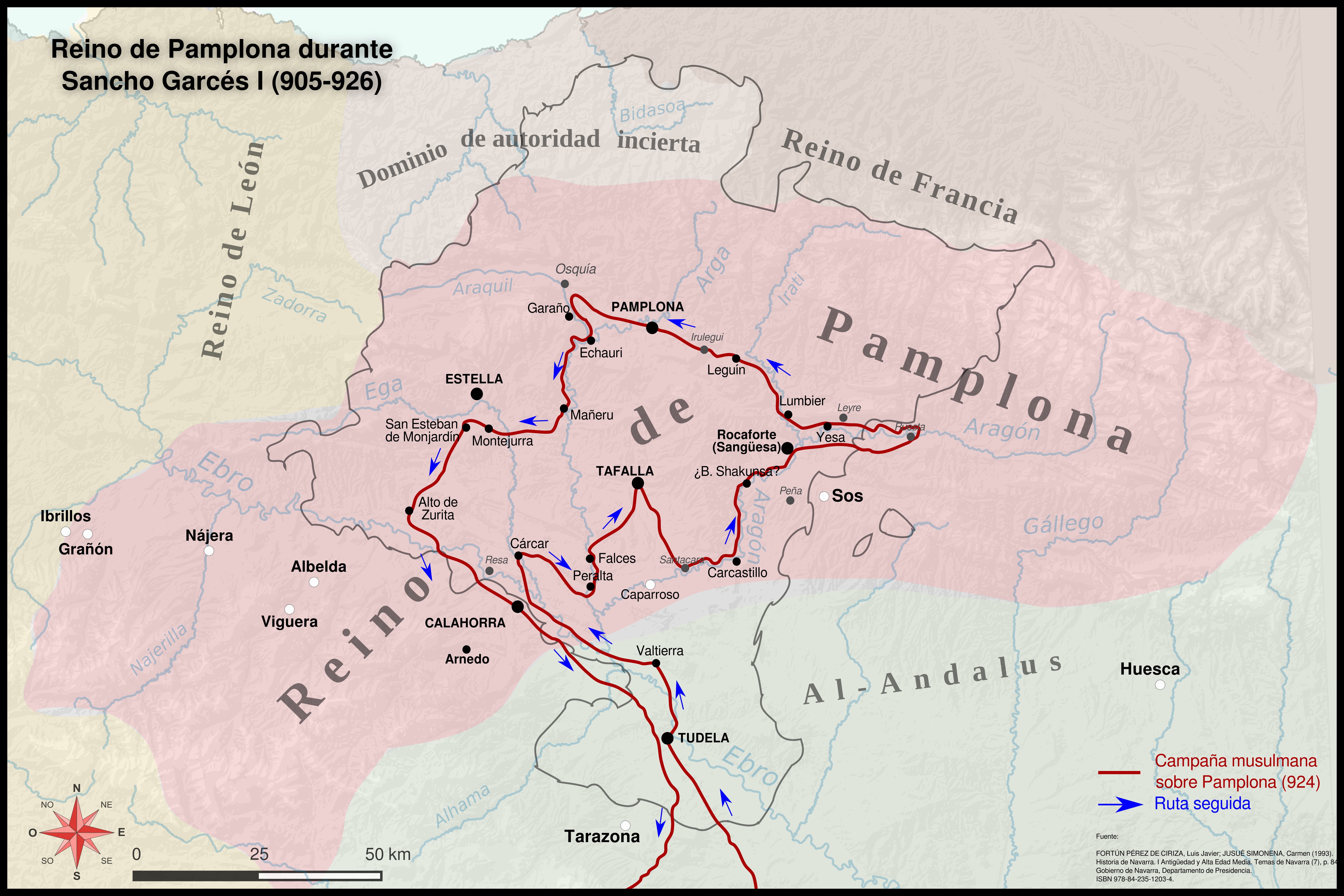
Reino de Pamplona a la muerte de Sancho Garcés I.

Al menos hasta el año 1130, los reyes se denominaban Pampilonensium rex. Incluso Sancho VI de Navarra llega a utilizar esa denominación el año 1150, cuando normalmente empleaba la de rex Nauarre.

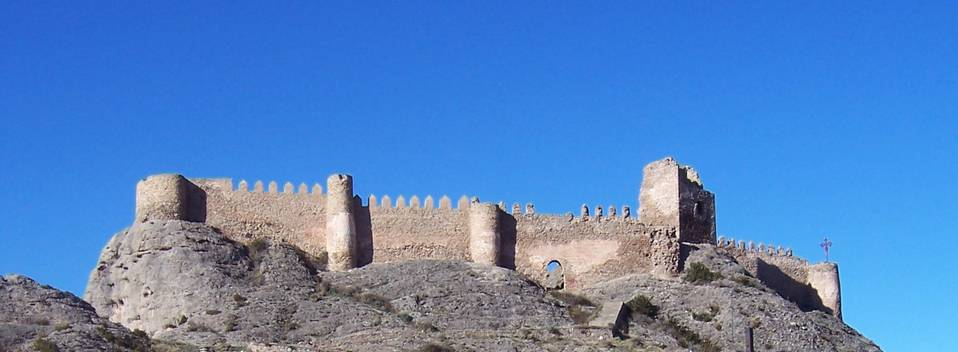
Castillo de Clavijo, en La Rioja. La Batalla de Clavijo, se produciría en el denominado Campo de la Matanza, en sus cercanías.

El Reino de Pamplona es la denominación empleada por algunos historiadores, de acuerdo a los Anales de los Reyes Francos para referirse a lo que fue durante la Alta Edad Media la entidad política surgida en torno a la civitas de Pompaelo, la que había sido la principal ciudad en territorio de los vascones durante la época de la Antigua Roma en la región de los Pirineos occidentales, y al liderazgo de la figura de Íñigo Arista quien fundó la dinastía real y la entidad en el 824, con el apoyo de sus aliados de la familia de los Banu Qasi, señores de Tudela, y del obispado de Pamplona. No existe un consenso entre los especialistas para discernir el número preciso de monarcas y la duración de sus mandatos, como tampoco sobre la extensión de su territorio e influencia.

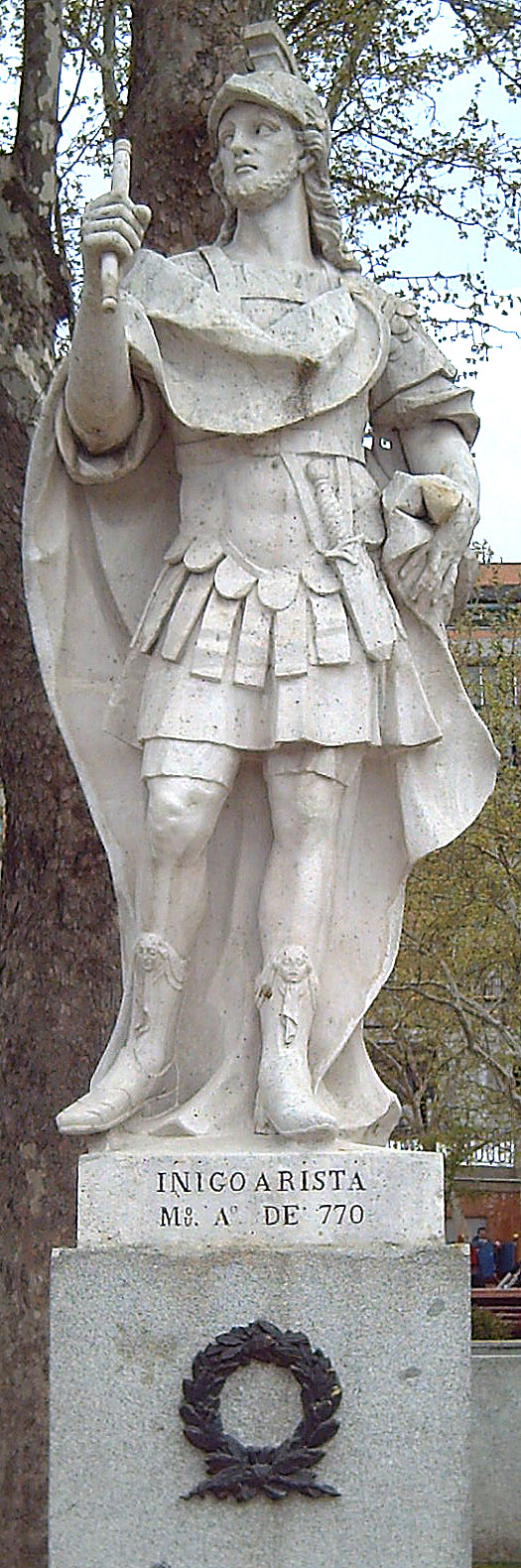
Estatua de Íñigo Arista en la Plaza de Oriente de Madrid (obra de J. Oñate, 1750-53).

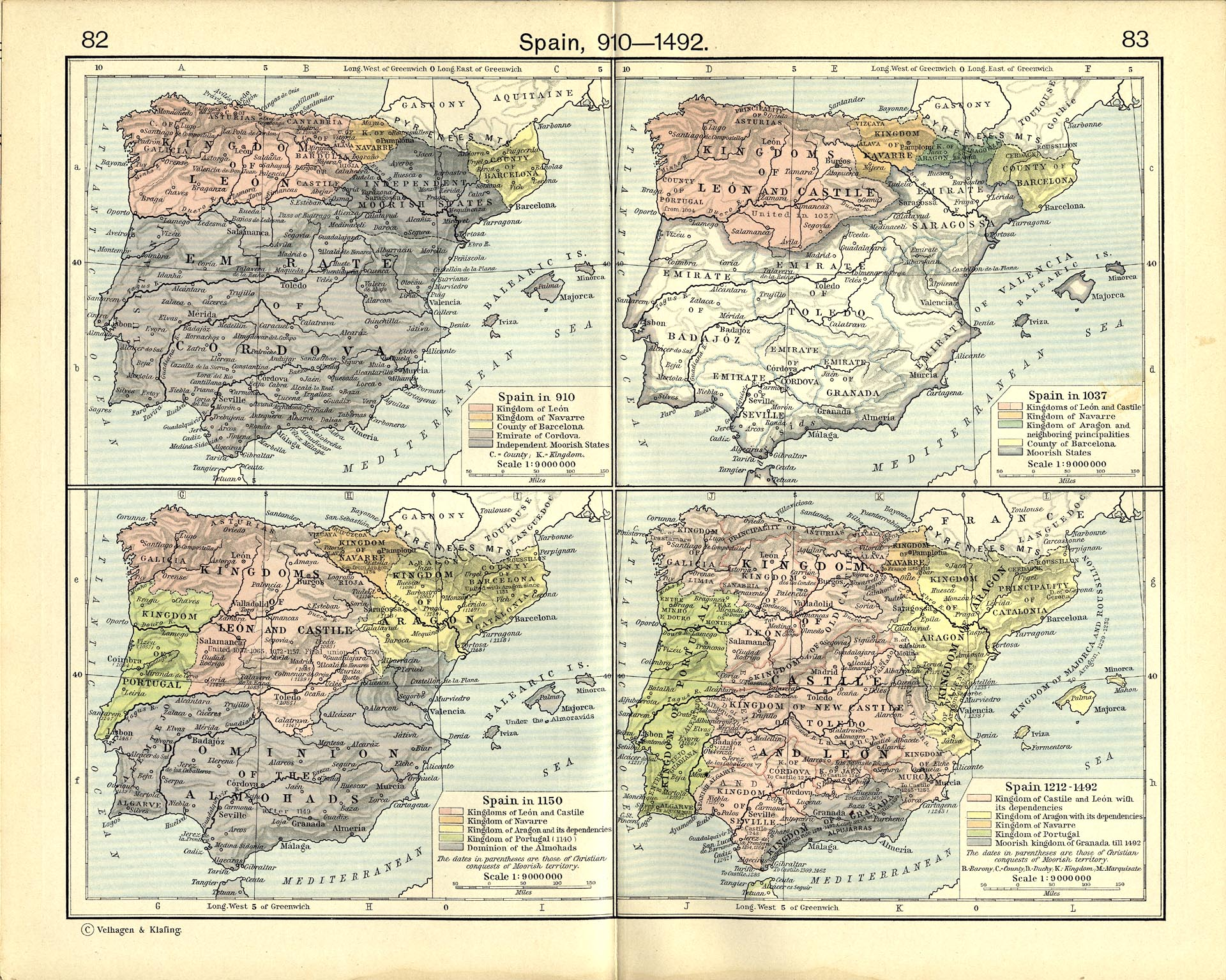
Evolución de los reinos ibéricos, entre ellos el de Pamplona/Navarra durante la Reconquista.

La dinastía de los Íñiguez terminó con Fortún Garcés quien según la tradición, que lo conoce como Fortún el Monje, abdicó y se retiró al monasterio de Leire, siendo sustituida por la de los Jiménez en el 905 que comenzó con Sancho Garcés I (905-925) cuyo reino es conocido como Reino de Pamplona o Navarra.
Pamplona fue durante mucho tiempo la ciudad más importante y rica en territorio cristiano. Numerosos intentos por hacer de ella su capital fueron hechos por pequeños grupos montañeses de cristianos y más tarde por los territorios cercanos. Además de contar con una población numerosa y estable por encontrarse en el valle rico y fértil del río Arga, era un importante nudo de comunicaciones entre el mundo islámico al sur y la Europa cristiana al norte, mediante los pasos pirenaicos vascos y los puertos costeros del mar Cantábrico, y las rutas de este a oeste que seguían también los peregrinos cristianos del Camino de Santiago hacia el reino de León, que atravesaba los condados francos del Imperio carolingio en las actuales Navarra, Aragón y Cataluña desde la costa mediterránea condal, y más allá, a través de los puertos mediterráneos. Su neutralidad y buenas relaciones con los belicosos vecinos contribuyeron a su prosperidad y riqueza: comercio e intercambio de artesanías en cuero, instrumentos musicales, libros y armas, marfil, piedras preciosas, paños, aceite, seda, lana, oro, especias. Fue esta fama de riqueza la que incitó a los vikingos a realizar incursiones sobre la ciudad en los años 858-859.
La constante amenaza que sobre las tierras vasconas se ejercía desde ambas vertientes de los Pirineos favoreció el surgimiento de dos facciones líderes entre la aristocracia vascona, los Íñigo apoyados en los musulmanes por parentesco con los Banu Qasi, y los Velasco apoyados por los francos carolingios. Cuando en el 799 es asesinado por partidarios carolingios el gobernador de Pamplona Mutarrif Ibn Musa, los Íñigo recurrieron a la familia Banu Qasi para retomar el control de la ciudad. Sin embargo, en el 812 el emir Al-Hákam I y Ludovico Pío acordaron una tregua por la que los carolingios tomaban el control de Pamplona, delegando el gobierno en Velasco al Gasalqí. Al término de la tregua, Al-Hákam retomó las hostilidades con los francos y logró recuperar Pamplona en el 816 a cuyo control los francos renunciaron en adelante. Íñigo Arista, sería designado primer rey de Pamplona hasta el 851.

### El nacimiento de un reino
La primera dinastía navarra (los Arista) será reemplazada tras tres reinados y en un episodio todavía misterioso por la dinastía Jimena, que ampliaría el solar del reino con la incorporación de las tierras riojanas y la Zona Media navarra, bajo la cual Navarra alcanzará la mayor extensión territorial a costa de Al-Ándalus y de los señoríos cristianos vecinos. 
La costa mediterránea, cuajada desde antiguo de torres de vigía contra la piratería berberisca, al grito de "Moros en la Costa" ve en el 858 a los normandos que suben por el Ebro desde Tortosa, lo remontan hasta el reino de Navarra, dejando atrás las inexpugnables ciudades de Zaragoza y Tudela. Suben luego por su afluente, el río Aragón hasta encontrarse con el río Arga, el cual también remontan, llegan hasta Pamplona y la saquean, raptando al rey navarro. En el 859 los vikingos llegan a Pamplona y secuestran al nuevo rey García I Íñiguez. Solo tras pagar un costoso rescate el rey vuelve a Pamplona, pero a partir de entonces la vieja alianza entre los Arista y los Banu Qasi se ha roto y García I será aliado del reino de Asturias. 

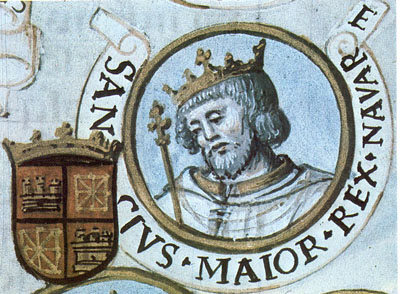
Sancho el Mayor rey de Pamplona y conde de Castilla y Aragón.

Debido a los problemas internos de cordobeses y al cambio de actitud de los navarros, el único enemigo de Ordoño I va a ser el caudillo de los Banu Qasí, Musa ibn Musa, quien se titulaba tercer rey de España. En continua rebelión contra Córdoba, trata de asegurar el valle del Ebro a su paso por la Rioja. Musa, en el 855 va a realizar una dura razzia contra Álava y al-Qilá (Castilla) y tras ella se preocupa de restaurar y fortalecer la guarnición militar de Albelda. Viendo la amenaza que esta fortaleza supone sobre los dominios orientales del reino asturiano, Ordoño I y los navarros lanzan una ofensiva contra Albelda. Tras una dura lucha, Ordoño toma la fortaleza y la arrasa. Esta batalla dará lugar en el siglo XII a la legendaria batalla de Clavijo que por muchos es considerada sólo una leyenda forjada por el arzobispo Rodrigo Jiménez de Rada.

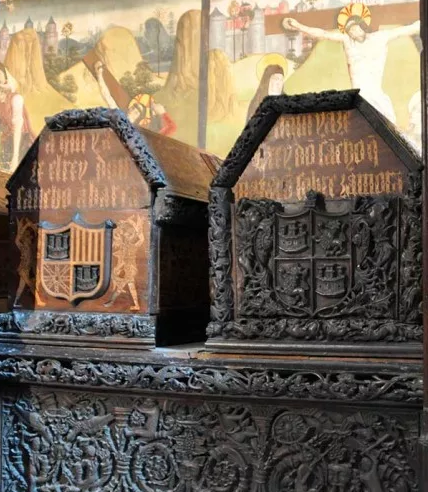
Tumba de Sancho III, rey de Pamplona y conde de Castilla y Aragón.

Musa II seguirá peleando contra navarros y cordobeses hasta su muerte en el 862. Mientras tanto su hijo Lupp o Lope ben Musà, gobernador de Toledo, se declarará vasallo de Ordoño I. La navarra de origen vascón, Subh, Subh umm Walad, madre del tercer Califa de Córdoba, Hixem II, y una de las mujeres más influyentes de la época islámica, nació probablemente en la década de 940 y murió hacia 999.

### La expansión de Sancho III el Mayor

Los dominios de Sancho el Mayor entre 1029 y 1035

El apogeo se producirá con Sancho III el Mayor. Ascendió al trono entre el año 1000 y el 1004, heredando el reino de Navarra y el condado de Aragón, bajo la tutoría de un consejo de regencia integrado por los obispos y su madre, e incorporando extensos territorios a sus dominios, como el condado de Castilla además del solar tradicional del reino (Pamplona y Nájera). La unión dinástica con Aragón se dio en dos periodos: del año 1000 al 1035 y del año 1076 al 1134.

El Reino de Pamplona a la muerte de Sancho III el Mayor (1035)
Reino de Pamplona
Condado de Aragón y dependencias perteneciente a la monarquía pamplonesa desde el 922
Ganancia de Ribagorza y anexos 1018-1025
Fronteras restauradas por Sancho III el Mayor 1018-1025
Tierra perdida el 922
Zona vinculada a Pamplona desde el siglo X
Condado de Castilla y Álava heredado por Sancho III
Zona disputada por Castilla y León
Reino de León

Bajo su mandato el reino cristiano de Nájera-Pamplona alcanza su mayor extensión territorial, abarcando casi todo el tercio norte peninsular, desde Astorga hasta Ribagorza en la reorganización del reino, se cree que creó el vizcondado de Labort, entre 1021 y 1023, con residencia del vizconde en Bayona y el de Baztán hacia 1025. A la muerte del duque Sancho Guillermo de Vasconia, duque de Vasconia, el día 4 de octubre de 1032, trató de extender su autoridad sobre la antigua Vasconia ultrapirenaica comprendida entre los Pirineos y el Garona, aunque no lo consiguió, al heredar el ducado Eudes.

Por el Norte, la frontera del reino pamplonés está clara, los Pirineos (caso de haberse extendido la autoridad de los reyes navarros hasta el Baztán, lo que es lo más probable, pero que no se puede acreditar hasta el 1066), y no se modificó. No es cierto, pese a todas las veces que se ha dicho, que Sancho III lograra el dominio de Gascuña (la única Vasconia de entonces, es decir, el territorio entre los Pirineos y el Garona, en el que la población que podemos considerar vasca por su lengua sólo era una minoría). El rey navarro únicamente pretendió suceder en 1032 al duque de Gascuña Sancho Guillermo, muerto sin descendencia, lo que bastó para que en algunos documentos se le cite reinando en Gascuña. Pero la verdad es que la herencia recayó en Eudes

Unión con el Reino de Aragón y Reconquista del Valle del Ebro (1076-1134).
Dominios que a la muerte de Sancho IV el de Peñalén (1076) pasó a gobernar como nuevo rey de Pamplona, el monarca aragonés Sancho Ramírez.
Dominios de Sancho IV el de Peñalén que Alfonso VII a partir de 1126 fue incorporando progresivamente a su Reino de León y habían pertenecido anteriormente a Alfonso I de Aragón, quien mantuvo en su poder hasta su muerte Belorado, Nájera, Calahorra, Cervera del Río Alhama, Ágreda, Soria, Almazán, Monreal de Ariza, San Esteban de Gormaz, Traid y Molina de Aragón.
Condado de Navarra por el que Pedro I, rey de Pamplona y Aragón, prestó homenaje (1087) a Alfonso VI de Castilla.
Dominios patrimoniales de Sancho Ramírez.
Tierra reconquistadas por Sancho Ramírez (1076-1094) y Pedro I (1094-1104)
Zona reconquistada por Alfonso I el Batallador (1104-1134)
Dominios regidos por Alfonso I el Batallador.

Tenía su residencia en Nájera, extendiendo sus relaciones más allá de los Pirineos, con el ducado de Gascuña, y aceptando las nuevas corrientes políticas, religiosas e intelectuales. 
Su reinado coincidió con la crisis del mundo califal, iniciado a la muerte de Almanzor y terminado con el principio de los Reinos de Taifas. Pretendió la unificación de los estados cristianos, bien por vínculos de vasallaje o bajo su propio mando. 
En 1016 fijó las fronteras entre Navarra y el Condado de Castilla, e inició un período de relaciones cordiales entre ambos Estados, facilitadas por su matrimonio con Munia, también conocida como Muniadona, hija del conde castellano Sancho García. De este matrimonio nacieron Fernando (Fernando I de Castilla), Gonzalo (conde de Sobrarbe y Ribagorza) y las hijas Mayor y Jimena, reina de León al casarse con Bermudo III.
Aprovechó las dificultades internas de Sobrarbe-Ribagorza para hacer valer sus intereses como descendiente de Dadildis del Pallars y apoderarse del condado (1016-1019). 
Fue encargado de la tutela del conde García de Castilla. Alfonso V de León aprovechó esta situación para apoderarse de las tierras altas situadas entre el río Cea y el Pisuerga. Sancho III se opuso a la expansión leonesa y pactó el matrimonio entre García de Castilla y Sancha de León. A la muerte de Sancho III el Mayor, le hereda su primogénito con obligación del resto de hermanos de rendirle vasallaje, pero estos no respetan la voluntad testamentaria del monarca y finalmente se divide el reino entre sus hijos, naciendo así los reinos de Aragón, Castilla y Navarra.
Durante el reinado de García Sánchez III (1035 - Atapuerca, 15 de septiembre de 1054) apodado "el de Nájera", y su hijo Sancho Garcés, Navarra se separa de los reinos vecinos.

### Pamplona y Aragón
En 1076, tras el asesinato de Sancho IV, el de Peñalén (arrojado por un precipicio así llamado ubicado en Funes) Pamplona y Aragón volverán nuevamente a estar juntos casi 60 años durante el reinado de tres monarcas: Sancho Ramírez (1076-1094), su hijo Pedro I (1094-1104) y, finalmente, el hermano de éste, Alfonso I el Batallador (1104-1134), siendo en este período cuando se consuma la toma de Tudela y su distrito. Tras la muerte sin descendencia de Alfonso I (1134) ni aragoneses ni navarros respetaron el testamento de su rey emperador Alfonso, que dejaba los reinos a la orden del Temple y a otras órdenes militares, escogiendo cada reino un rey diferente, separándose las coronas de Pamplona y Aragón después de 50 años. En lo que será Navarra le sucede García Ramírez de Pamplona, el Restaurador (1134-1150).

### La progresiva decadencia territorial del reino

El Reino de Navarra Sancho VI el Sabio (1154-1194)
Reino de Navarra
Territorio ganado con carácter permanente (1198-1200)
Primeros dominios en Ultrapuertos (a partir de 1189)
Penetración temporal
Reino de Artajona bajo Sancho III de Castilla (1153-1158)
Reino de Nájera
Reino de Castilla
Reino de Aragón

Al separarse de Aragón, Navarra se convierte en un reino sin posibilidad de expansión, al no tener frontera con los territorios musulmanes y encontrarse encajonado entre los ahora mucho más poderosos Castilla y Aragón, territorialmente el reino de Navarra fue paulatinamente reduciéndose, aunque culturalmente continúa su expansión. 
Así, el Laudo arbitral del Rey Enrique II de Inglaterra de 16 de marzo de 1177, realizado entre los Reyes Alfonso VIII, por parte de la corona de Castilla, y Sancho VI el Sabio, por parte del Reino de Navarra, relativo a la pertenencia territorial y límites fronterizos, fue emitido tras aceptar ambos un Pacto-Convenio el 25 de agosto de 1176 en el que aceptaban el arbitrio del rey inglés y que se respetaría una tregua de siete años. Dicho laudo dispuso la entrega a Castilla de ciertos territorios, principalmente de La Rioja, recibiendo Navarra en contraprestación entre otros los territorios de Álava, Guipúzcoa y el Duranguesado (Vizcaya), además de una compensación económica. Ninguna de las partes cumplió el dictamen, aunque posteriormente ambas partes acordaron acatar únicamente lo relativo a la situación de los territorios de la actual comunidad de La Rioja, que dejó ya de pertenecer al Reino de Navarra desde esa fecha. Existen varias interpretaciones de dicho laudo.
El expansionismo castellano y aragonés hizo menguar el territorio navarro. La determinación de repartírselo, consta en varios tratados realizados por dichos reinos en el siglo XII. Los reyes de estos dos reinos firmaron el "Tratado de Cazola" de marzo de 1179 o el de 1198, para repartirse el reino de Navarra, teniendo como nueva frontera entre ambos reinos el río Arga, que cruza Navarra de norte a sur.

#### La pérdida de Álava, Guipúzcoa y el Duranguesado (1200)

El Reino de Navarra Sancho VII el Fuerte (1194-1234)
Reino de Navarra
Territorio perdido ante Castilla (1198-1200)
Territorios conseguidos mediante vasallaje (1196-1203)
Reino de Castilla
Reino de Aragón

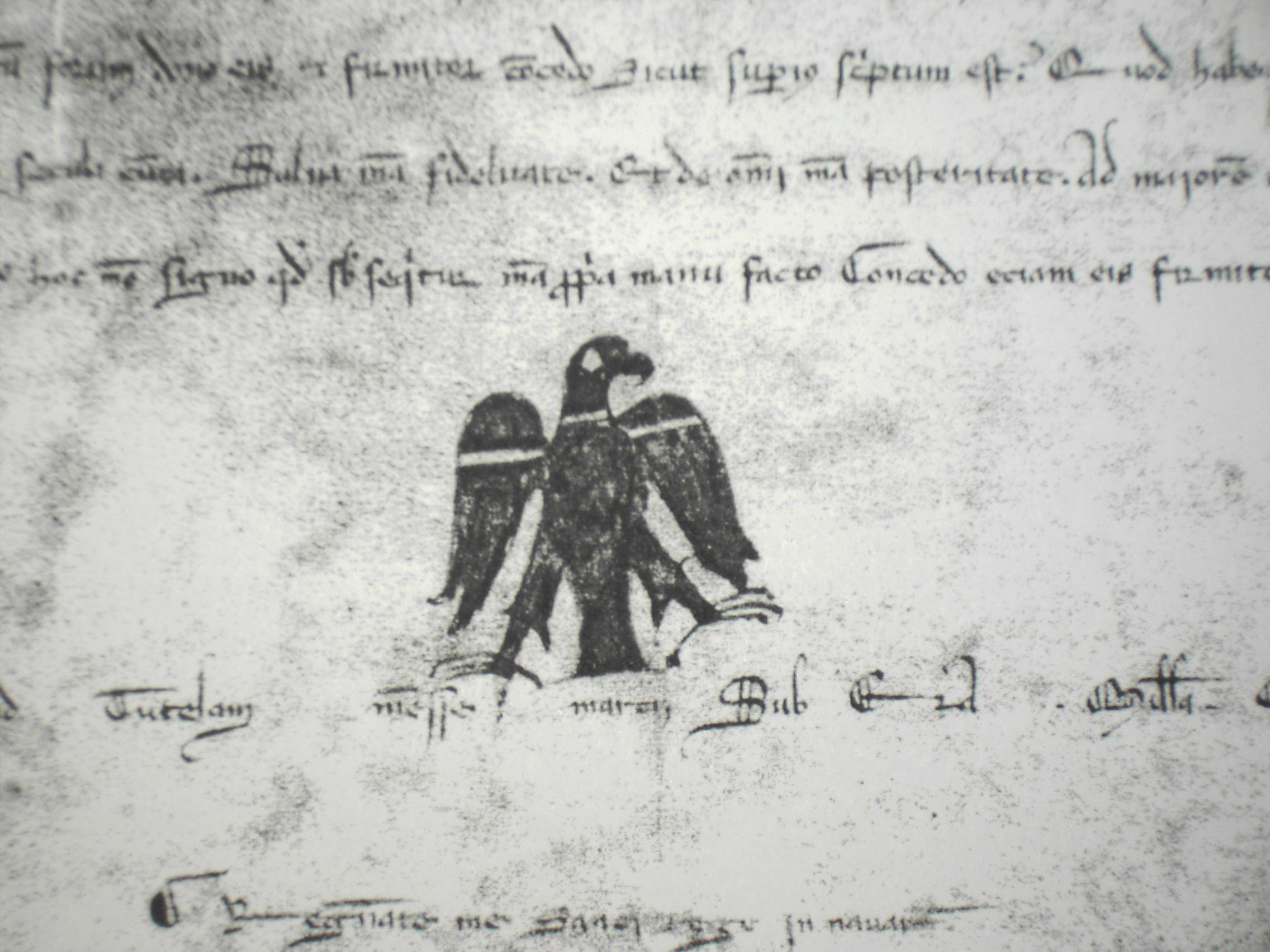
Sello del rey de Navarra Sancho VII el Fuerte

Así hacia 1200 y a pesar de un labor repobladora navarra de la zona (que dio como fruto, entre otros, la fundación de Vitoria y San Sebastián, dos de las tres capitales de la actual comunidad autónoma del País Vasco), Castilla, apoyada en la baja nobleza, consiguió el apoyo de facciones locales en el Duranguesado, y en Álava, después de haber sitiado Vitoria durante nueve meses. 
En cuanto a Guipúzcoa, se solía creer que debido a la superioridad militar demostrada por el ejército castellano mandado por el Señor de Vizcaya en Vitoria y ante la entrada de las tropas castellanas en su territorio, Guipúzcoa se incorporó a Castilla mediante negociación. Sin embargo, a raíz de la relectura de fuentes históricas conocidas, hay que reconsiderar esta creencia, puesto que se ha descubierto que al igual que Vitoria, San Sebastián fue también conquistada militarmente.
Los parientes mayores de Guipúzcoa, que ya estaban divididos en dos bandos irreconciliables, mantuvieron sus posiciones: los oñacinos, apoyaban la agregación a Castilla, y los gamboínos, defendían la continuación de la unión con Navarra.
A su vez estos bandos tenían el apoyo de las facciones navarras y así los beamonteses apoyaban a los oñacinos y los agramonteses a los gamboínos.

#### La reorganización interna

Los reinos ibéricos en 1360

El trabajo de los monarcas del siglo XIII, tras la conquista parcial de Navarra, se basará en la reconstrucción y reorganización interior del reino y en hacer frente a las continuas apetencias de reparto entre sus vecinos. Pese a todo, y persuadido personalmente por el arzobispo de Toledo, el puentesino Rodrigo Jiménez de Rada, participará en empresas como la batalla de las Navas de Tolosa (1212), en la que destacó el monarca navarro Sancho VII el Fuerte.
La muerte sin descendencia de Sancho VII el Fuerte, a pesar de haber dejado un pacto de prohijamiento con Jaime de Aragón, supone la entronización en Navarra durante casi dos siglos de dinastías francesas (la de Champaña, la Capeta y la de Évreux), que también dispondrán de territorios en Francia y descuidarán en diverso grado el gobierno del pequeño reino.

#### Guerra de la Navarrería (1276)
La ciudad de Pamplona estaba dividida en burgos independientes y enfrentados (Navarrería y San Miguel frente a los burgos de San Cernin y San Nicolás), aliados con otros Estados siendo, por ejemplo, arrasado el barrio de la Navarrería por tropas francesas en 1276 y extendiéndose la confrontación por toda Navarra, venciendo estos a los aliados castellanos e implantando el acercamiento de Navarra a Francia.

#### La guerra civil (1451)

Mapa de la guerra civil de Navarra

Tras la instauración de la Casa de Trastámara en Aragón a mediados del siglo XV, la crisis sociopolítica del reino fue paulatinamente polarizando a las fuerzas vivas de Navarra en torno a dos bandos: los beamonteses y los agramonteses.
Es este un conflicto complejo con posiciones y actitudes cambiantes que aparentemente es un conflicto entre facciones nobiliarias, pero que parece también evidenciar algún tipo de enfrentamiento socioeconómico montaña-ribera, según unos autores. De todas formas ambas facciones tenían una distribución por toda Navarra. Este enfrentamiento llevaría a una guerra civil en 1441, cuando Juan II de Aragón (rey consorte de Navarra) se quedó para sí el trono, en vez cederlo a su hijo Carlos, príncipe de Viana, al que le correspondía. Carlos había sido designado heredero del reino por el testamento de su madre la reina Blanca, aún prescribiendo dicho documento que no tomara posesión del reino sin el beneplácito de su padre Juan II. En 1452 el príncipe fue apresado en la batalla de Aibar.
La guerra civil persistió tras la muerte de Carlos, príncipe de Viana en 1461 y a la de Juan II en 1479. Los beamonteses tenían el apoyo de los castellanos, mientras que los agramonteses tuvieron primero como aliados a los aragoneses (por ser Juan II rey de Aragón) y luego a los franceses.
Demográficamente el Reino de Navarra había alcanzado mínimos entre los años 1450 y 1465, coincidiendo con los episodios más agudos del conflicto civil (que no fue sangriento de forma directa); a la pérdida de población debida a los sabotajes se suma la epidemia de peste entre los años 1504 y 1507, recuperando mayores cotas poblacionales a partir de 1530 (una vez realizada y asentada la conquista de Navarra por parte de Castilla y Aragón).

### La expulsión de los judíos (1498)
A finales de dicho siglo y en contexto con el resto de monarquías hispánicas se produce la expulsión de los judíos en Navarra bajo el reinado de Juan III de Albret a todos aquellos que no aceptasen convertirse al cristianismo, pensando en el grave perjuicio que su prejuicio podría causar a los cristianos viejos.

### La conquista castellano-aragonesa (1512)
|  | Territorio incorporado a Castilla en 1463       |
|  | Dominios de la casa de Albret                   |
|  | Dominios de la casa de Foix                     |
|  | Reino de Navarra incorporado a Castilla en 1515 |
|  | Baja Navarra abandonada por Castilla en 1530    |

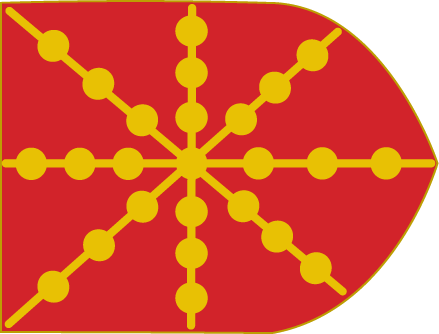
Estandarte de los Reyes de Navarra desde 1212 (Versión antigua)

Reino de Navarra durante la etapa de su conquista (1463-1530) con los dominios patrimoniales de las casas de Foix y Albret.

A finales del siglo XV el rey de Aragón Fernando el Católico realizaba continuas injerencias en la guerra civil de Navarra en apoyo a los Beaumonteses y que en algunos periodos había supuesto una auténtica ocupación militar. A principios del siglo XVI los beaumonteses habían perdido la guerra civil y su líder había huido al exilio castellano, donde falleció. Desde allí su descendiente apoyó al rey aragonés en su ya decidida invasión del reino de Navarra. Esto hizo que en 1512 el rey de Navarra se viera obligado a firmar el Tratado de Blois, por el cual conseguía apoyo del reino de Francia ante una posible agresión. Esto fue considerado por Castilla y Aragón como una beligerancia, ya que Francisco I de Francia estaba enfrentado al castellano-aragonés y además era declarado un monarca cismático en el V Concilio de Letrán por el papa Julio II.
Fernando el Católico, que era hermanastro del fallecido Carlos Príncipe de Viana (hijo de Juan II y su primer matrimonio con la reina Blanca I), inició la invasión el 10 de julio con la toma de Goizueta, aunque no se publicitó y ocho días antes de la firma del Tratado de Blois. El grueso del ejército de más de 16 000 hombres bien pertrechados y experimentados entró en Navarra desde Álava el día 22 de julio, al mando de Fadrique Álvarez de Toledo, segundo duque de Alba con apoyo del líder beaumontés conde de Lerín (Condestable de Navarra) y sus hombres. 
El poderoso ejército se asentó a las afueras de Pamplona (concretamente en el palacio de Arazuri, dominado por el bando beamontés), entonces una ciudad de entre 6000 y 10 000 almas y mal fortificada, que firmó la rendición 25 de julio. El archivo de Simancas contiene documentos relativos a esta época.
En otros lugares de Navarra, la resistencia fue mayor: Lumbier hasta el 10 de agosto, Estella hasta agosto, Viana hasta el 15 de agosto, Roncal hasta el 9 de septiembre, al igual que Tudela, que fue el mayor bastión agramontés, donde para tomarlo tuvieron que venir fuerzas de Aragón. Los reyes navarros Juan y Catalina se refugiaron en sus dominios del Bearn desde donde organizaron la resistencia.
La conquista de la Alta Navarra no finalizó aquí, ya que Catalina de Foix y Juan III de Albret, y posteriormente Enrique II, apoyados por los monarcas franceses, hicieron hasta tres intentos militares de recobrar el reino.
El primero lo realizaron ese mismo año, en noviembre, cuando un ejército de navarros agramonteses, franceses y mercenarios se adentraron en el reino con 15 000 hombres al mando de Juan de Albret y el general La Palice. Varias ciudades del interior se alzaron, como Estella, Cábrega, Villamayor de Monjardín y Tafalla, llegando a sitiar Pamplona del 3 al 30 de noviembre. Ante la llegada de refuerzos castellanos por el Perdón, se realizó un asalto precipitado el 27 de noviembre de Pamplona, que fracasó. Debido a la proximidad del invierno, las tropas franco-navarras iniciaron la retirada hacia el Baztán. En el puerto de Velate, la retaguardia fue sorprendida por fuerzas castellanas, en las que predominaban guipuzcoanos oñacinos, al mando de López de Ayala, en la que ha sido denominada batalla de Velate con la derrota y pérdida de doce piezas de artillería, y se discute si también se produjo la pérdida de más de mil hombres de los franco-navarros.
La segunda tuvo lugar en 1516, aprovechando la muerte de Fernando el Católico y la complicada sucesión castellana. El ejército, al mando del mariscal Pedro de Navarra, mal pertrechado y equipado, fue derrotado en el Roncal por el coronel Cristóbal de Villalba. El mariscal fue hecho prisionero (moriría asesinado en el castillo de Simancas en 1522). Para evitar posteriores problemas, el cardenal Cisneros, regente de Castilla, ordenó la demolición de todas las fortalezas, exceptuando las estratégicas y las pertenecientes a los aliados beamonteses.
Sin éxito la vía militar, se intentó la diplomática. Así tuvieron lugar dos encuentros entre las partes, en Noyón (1516) y Montpellier (1519), que no arrojaron ningún éxito, por lo que los reyes navarros, apoyados por Francia, realizaron un último intento bélico.
En 1521, aprovechando la Guerra de las Comunidades que asolaba Castilla, y reinando Enrique II, que contaba con el apoyo incondicional de Francisco I de Francia, deseoso de debilitar a toda costa a Carlos I, tuvo lugar un alzamiento generalizado en toda Navarra, incluyendo las ciudades beamontesas, al tiempo que un ejército navarro-gascón que vino por el norte, consiguió reconquistar toda Navarra. Sin embargo, el ataque se había demorado demasiado, no produciéndose hasta mayo, cuando en abril los comuneros habían sido aplastados por las tropas reales. Además, en vez de consolidar la victoria, el ejército navarro-gascón quiso entrar en Logroño sitiándolo, lo que hizo que el ejército castellano se reorganizara con tres cuerpos de ejército. El diez de junio las tropas comenzaron a retirarse por la presión de las tropas castellanas en un número que triplicaba a las navarras. Hubo algún enfrentamiento en Puente la Reina, y tras cometer varios errores estratégicos, finalmente se enfrentaron en una cruenta batalla de Noáin (30 de junio de 1521), a las afueras de Pamplona, donde no menos de 5000 combatientes perdieron la vida. Tras esta derrota, los restos del ejército franco-navarro se dispersaron, aunque hacia octubre algunos combatientes se hicieron fuertes en el castillo de Maya (valle de Baztán), donde resistieron hasta el 19 de julio de 1522 y en la fortaleza de Fuenterrabía, que resistió hasta marzo de 1524. En diciembre de 1523, Carlos I decretó un perdón para los sublevados, excluyendo a unos setenta miembros de la nobleza navarra. Para conseguir la caída de Fuenterrabía, el emperador decretó un nuevo perdón, incluyendo a los excluidos del anterior, a condición de que se le prestase juramento de fidelidad. Así terminaron los intentos tanto por recobrar la independencia de la Alta Navarra. La inestabilidad de la ocupación en la Baja Navarra hizo que Carlos I renunciara definitivamente a ella, retirándose definitivamente para 1530, donde el rey de Navarra Enrique II, mantuvo la independencia del reino.

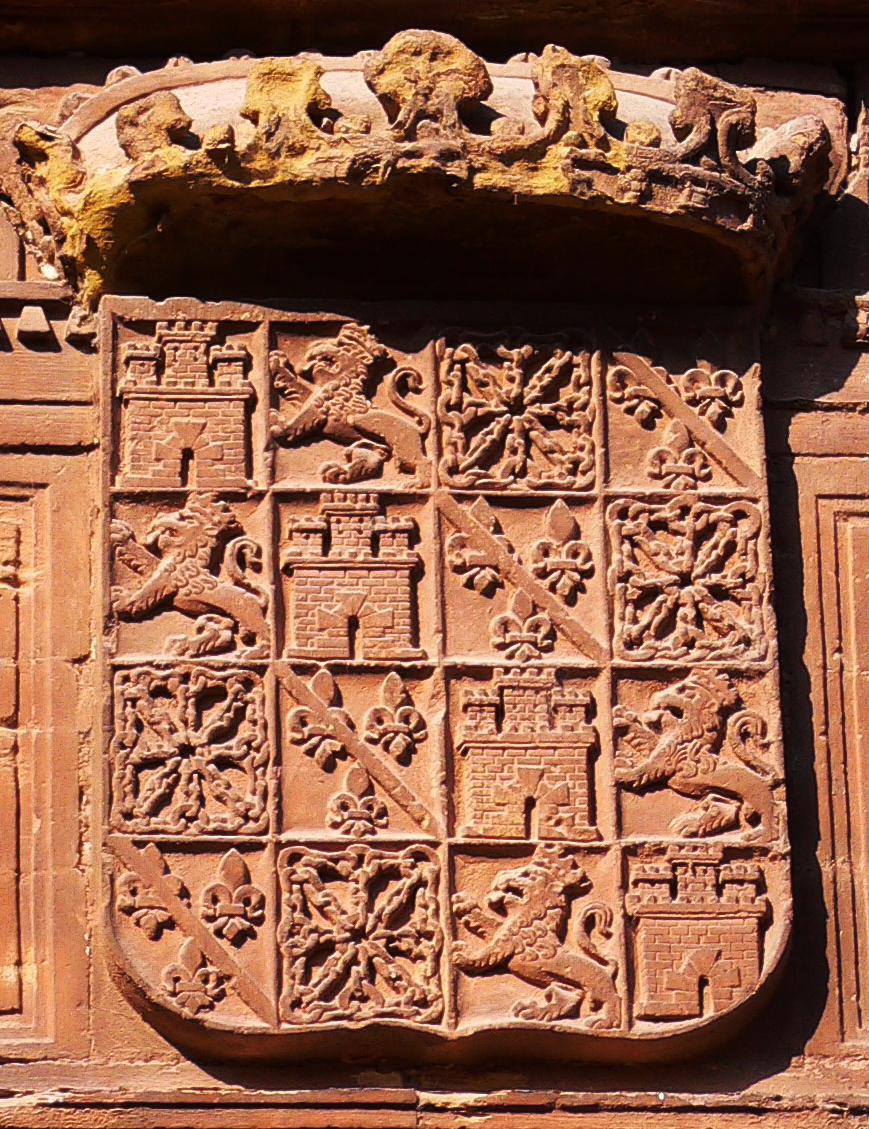
Escudo con las armas de Castilla y León y Navarra-Evreux en Santa María la Real de Nájera (La Rioja)

A pesar de los diversos intentos de reconquista, Fernando el Católico había seguido trabajando para consolidar la incorporación institucional de Navarra a sus dominios. En 1513, las Cortes de Navarra, convocadas en Pamplona por el virrey castellano y sólo con la asistencia de beamonteses, nombraron a Fernando el Católico rey de Navarra. El 7 de julio de 1515 las Cortes de Castilla en Burgos, sin ningún navarro presente, anexionan el Reino de Navarra al de Castilla. El nuevo rey se comprometió a respetar los fueros del reino.
Los reyes posteriores continuaron jurando las leyes propias navarras. Sin embargo, a partir del siglo XVIII, los fueros comenzarán a ser definitivamente atacados hasta ser abolidos en el siglo XIX. Como justificación ideológica adicional, aparte del tratado de Blois (que fue la excusa que consideró a Navarra en un estado enemigo) Fernando el Católico tuvo a su favor el hecho de que el papa Julio II excomulgara a los reyes de Navarra y les desposeyera del reino alegando connivencias de la casa real navarra con el protestantismo que se estaba extendiendo por el sur de Francia y su alianza con el monarca francés, declarado cismático.
En 1516, el cardenal Cisneros ordena eliminar todos los signos defensivos de Navarra, debido a la imposibilidad de defender con el ejército castellano todos los castillos. Navarra llegó a tener más de un centenar de castillos en todo lo que fue el Reino de Navarra. Muy pocos han quedado en pie, y estos sólo parcialmente, desmochados.

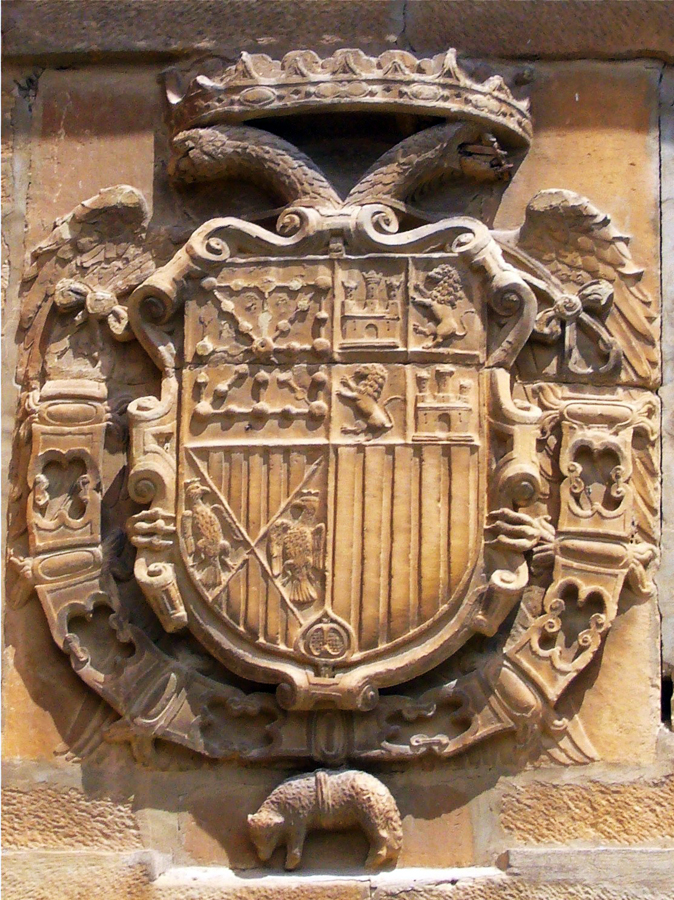
Escudo de Carlos I en la muralla de Viana, con las armas españolas de la Monarquía y las de Navarra en lugar preferente

Tras una irregular ocupación de la Baja Navarra, incluida San Juan de Pie de Puerto por parte de las tropas del emperador Carlos V, en 1528, este decide abandonar el territorio por su difícil defensa. En esta parte del reino de Navarra continuó la dinastía Albret-Foix que entroncaría con la de Borbón, quienes llegarían a reinar en Francia y aunque sus dominios en el Bearne eran mayores que los de Navarra, estos territorios navarros les conferían la dignidad real, y muy celosamente sus sucesores la conservaron separada, aún después de acceder al trono de Francia y llevaron la titulación de reyes de Francia y Navarra. Luis XIII aceptó una reconciliación de los Fort et costumas deu Royaume de Navarra deça ports en 1611 pero cuidando de que no se incluyeran capítulos de derecho público. En 1620 publicó el edicto de incorporación del Reino de Navarra junto a los territorios del Bearne, Andorra y Donnezan a la Corona de Francia, conservando a sus habitantes en sus fueros, franquezas, libertades y derechos.; en 1789, con la Revolución francesa se produjo la abolición de todos los privilegios de todos los territorios de la monarquía en un derecho común, suprimiéndose el título de reyes de Francia y Navarra en 1789, a pesar de la oposición de Navarra. En 1790, La Asamblea Nacional decretó la creación del departamento de Pirineos Bajos (actualmente Pirineos Atlánticos) en el que entraron el Bearne, la Baja Navarra y otras tierras próximas.
Desde ese momento la actual Navarra peninsular quedará integrada en la Monarquía Hispánica, no presentando inestabilidad de calado y permaneciendo con la Corona castellana cuando hacia 1640 el sistema territorial de la monarquía de los Austrias entra en crisis con la separación de Portugal y la revuelta de Cataluña. Pese a todo, y de manera paulatina, conforme la rivalidad franco-española se traslade a otros ámbitos, Navarra se convertirá en un reino olvidado y cada vez más marginado de los focos de poder político y económico. La dinastía Habsburgo establecerá en Pamplona la figura de un virrey, permaneciendo con gran actividad las cortes del reino.
Durante la guerra de sucesión española, Navarra (a pesar del fiero sentimiento antifránces del pueblo) se posicionará a favor del duque de Anjou (futuro Felipe V) en lugar de por el archiduque Carlos de Austria (como lo hicieron los reinos de la Corona de Aragón). Es por ello por lo que tanto Tudela como Sangüesa fueron ocupadas por las tropas austracistas. A la finalización del conflicto, Navarra, al igual que las provincias vascas, conservaron sus fueros frente a los reinos de la Corona de Aragón, declarados traidores por Felipe V y despojados de sus prerrogativas forales por los Decretos de Nueva Planta.
Lógicamente, la nueva dinastía reinante se mostró mucho más centralista y menos pactista que la Habsburgo y en diversas ocasiones el régimen foral fue puesto en entredicho desde el gobierno de la monarquía.

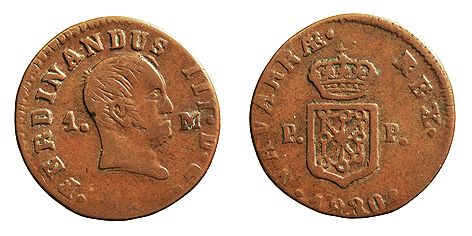
Moneda de un maravedí emitida en Pamplona en 1830. En ella figura Fernando VII como Fernando III de Navarra.

### La provincia de Navarra (1841)

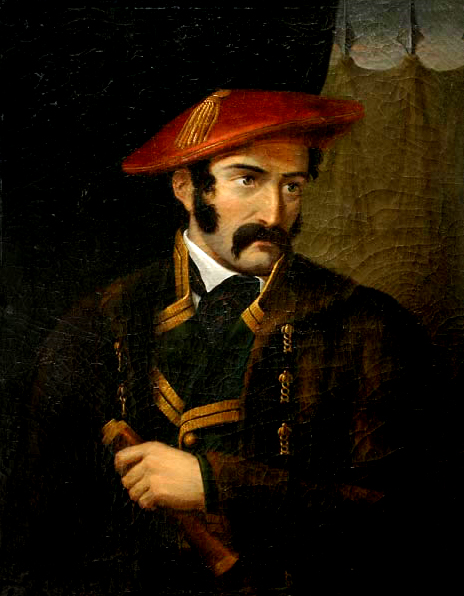
Zumalacárregui.

El 14 de noviembre de 1833 los rebeldes carlistas eligieron en Estella a Tomás de Zumalacárregui como su jefe. 
El general Maroto a cargo de las tropas carlistas del Norte y el general Espartero como representante del gobierno de Isabel II, el 29 de agosto de 1839, firman el Convenio de Oñate que puso fin a la primera guerra carlista (1833-1840) en el norte de la península, confirmado con el conocido como "el Abrazo de Vergara" entre Maroto y Espartero el 31 de agosto. Maroto no contaba con el apoyo del pretendiente don Carlos y tampoco con la avenencia de parte de sus tropas. El 14 de septiembre de 1839 el pretendiente carlista y las tropas que le permanecían fieles cruzaron la frontera francesa y la guerra iniciada en 1833, con el apoyo mayoritario de la población rural de Navarra al pretendiente real don Carlos, terminó en el frente norte.
En este convenio también se acuerda eliminar ciertas particularidades forales para adecuarlas a la constitución de 1837 (Artículo 1.°. El capitán general, don Baldomero Espartero, recomendará con interés al Gobierno el cumplimiento de su oferta de comprometerse formalmente a proponer a las Cortes la concesión o modificación de los fueros.), según posteriormente se reflejaría en el Decreto de Confirmación de Fueros de 1839, con el compromiso de respetar los fueros «sin perjuicio de la unidad constitucional de la monarquía», "oyendo" a Navarra y a las Provincias Vascongadas.
El gobierno liberal quería imponer sus principios centralistas y suprimir los fueros por considerarlos privilegios medievales injustos y por ello los liberales de la Diputación Provincial con Yanguas Miranda como cabeza visible, negocian con el gobierno central la supresión de casi todos los privilegios forales. De esta manera en 1841 y mediante la Ley de Modificación de Fueros de Navarra, después llamada Ley Paccionada Navarra, el Reino de Navarra dejó de existir y pasó a ser considerada como una «provincia foral», con lo que pierde definitivamente su soberanía en favor de una soberanía española. Con ello perdió prerrogativas, como la exención del servicio militar y la acuñación de moneda propia, así como el traslado de las aduanas del Ebro a los Pirineos. Sin embargo, la provincia seguía reteniendo amplia autonomía fiscal, administrativa y tributaria consignada en la Ley Paccionada de 1841.
El calificativo de "Paccionada" hacía referencia a que su promulgación fue pactada con la Diputación Provincial, la cual estaba controlada por los liberales navarros. Todo este proceso fue abiertamente criticado por Ángel Sagaseta de Ilurdoz Garraza último Síndico de las Cortes del Reino.

El ministro de Sagasta, Germán Gamazo, intentó suprimir en 1893 la autonomía fiscal de la Ley Paccionada, se produjo una reacción popular e institucional denominada como «Gamazada». Esta normativa no se llegó a aplicar debido a que el ministro dimitió por otras razones, entre otras, por la rebelión en Cuba de 1895.

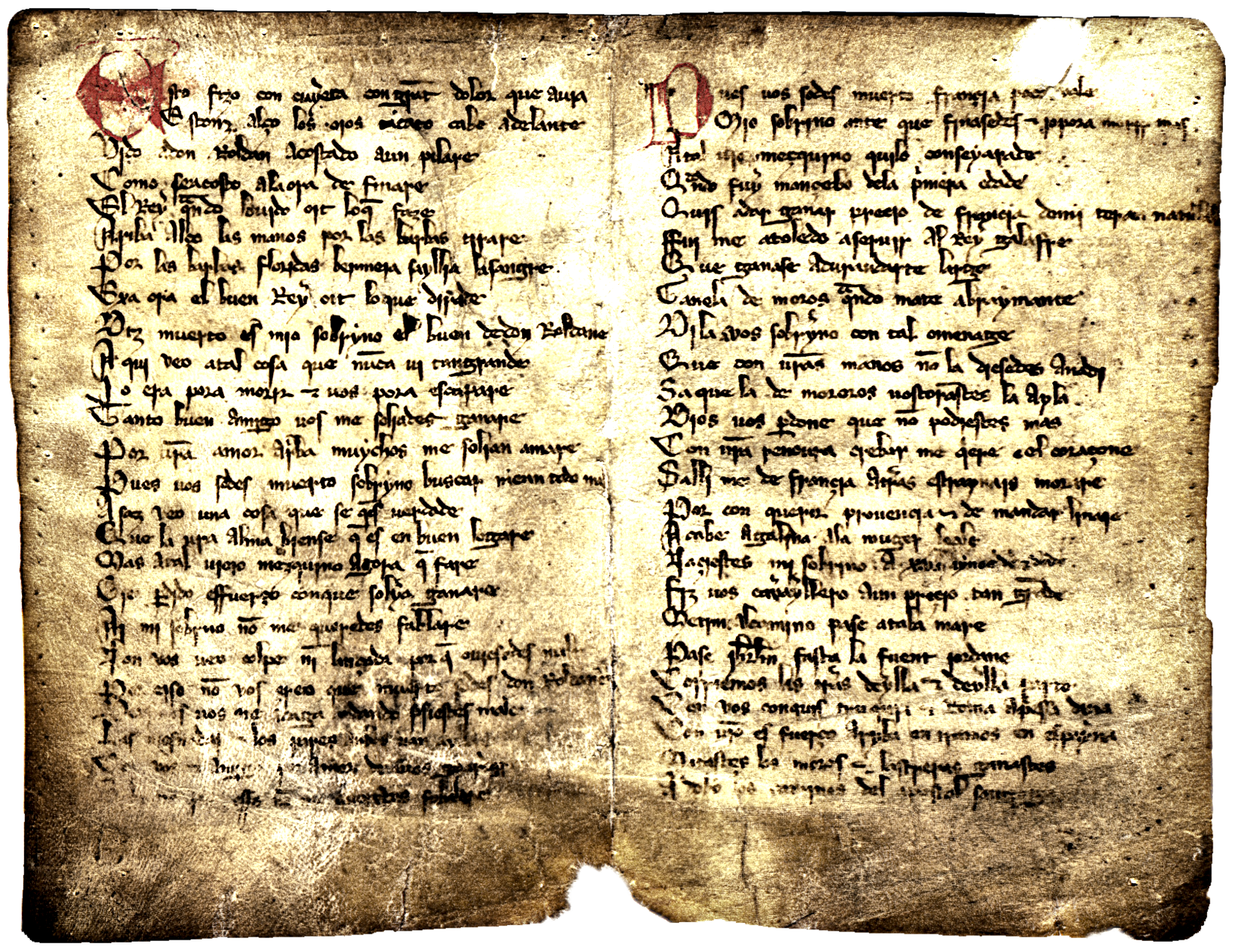
Cantar de Roncesvalles (ff. 1v-2r) en romance navarro (Archivo Real y General de Navarra)

## Heterogeneidad lingüística medieval en Navarra
Ricardo Cierbide resume en 1980 el hecho:

Diversos autores coinciden en afirmar que el territorio poblado por las tribus vascas en la época anterior a la romanización estaba lejos de ser unilingüe. (...)

En otras palabras, que la lengua vasca no ha'llegado a ser en tiempos históricos el medio de expresión total de la vida del pueblo vasco. Incluso dentro de la Vasconia tradicional, áreas alavesas, navarras y vizcaínas parecen estar totalmente romanizadas, cuando hacia el s. X la documentación empieza a hacerse abundante.

Dentro de esta misma zona, cruzada en algunas partes por caminos muy frecuentados, el bilingüismo ha debido estar, por necesidad, siempre bastante extendido, aunque con intensidad muy variable.

El vasco era la lengua de la intimidad familiar y de las relaciones privadas y no intentó competir, sino en muy escasa medida, con el latín y luego con el romance en la vida pública. Cuando se llegaba a dar constancia por escrito de los actos públicos de cualquier orden era dejado de lado.
Ricardo Cierbide, En torno a la problemática lingüística en la Navarra medieval (El romance navarro), 1980.

También de forma análoga se expresa Fernando González Ollé cuando señala que:

«Frente a una población mayoritaria, rural, formada de labradores y pastores o artesanos y servidores en las villas (yo añadiría, no en todas), de habla vasca, analfabeta (analfabetos los eran prácticamente todos, euskeldunes y erdeldunes), existía un estamento minoritario, dirigente, romanizado, urbano de nobleza y clerecía y en menor grado, militares subalternos y comerciantes bilingües, cuyos modelos culturales eran de origen latino»
Fernando González Ollé, 1971

Basándose en las fuentes escritas con ayuda de otros testimonios informativos se constata «la presencia en territorio navarro de dos principales realidades lingüísticas, de muy diversa índole: vascuence y romance.» Esta última, además, ofrece dos manifestaciones independientes: una alóctona, el occitano, y otra autóctona, el navarro. Pero esta enumeración debe ser completada «con la mención de los núcleos de mozárabes, árabes y judíos» aunque con escaso «volumen lingüístico para influir en la caracterización global».

Además del uso del latín medieval, presente como fenómeno general en toda Europa occidental, y del occitano, más esporádicamente, «en romance navarro está escrita la práctica totalidad de la documentación medieval navarra, pública y privada.»

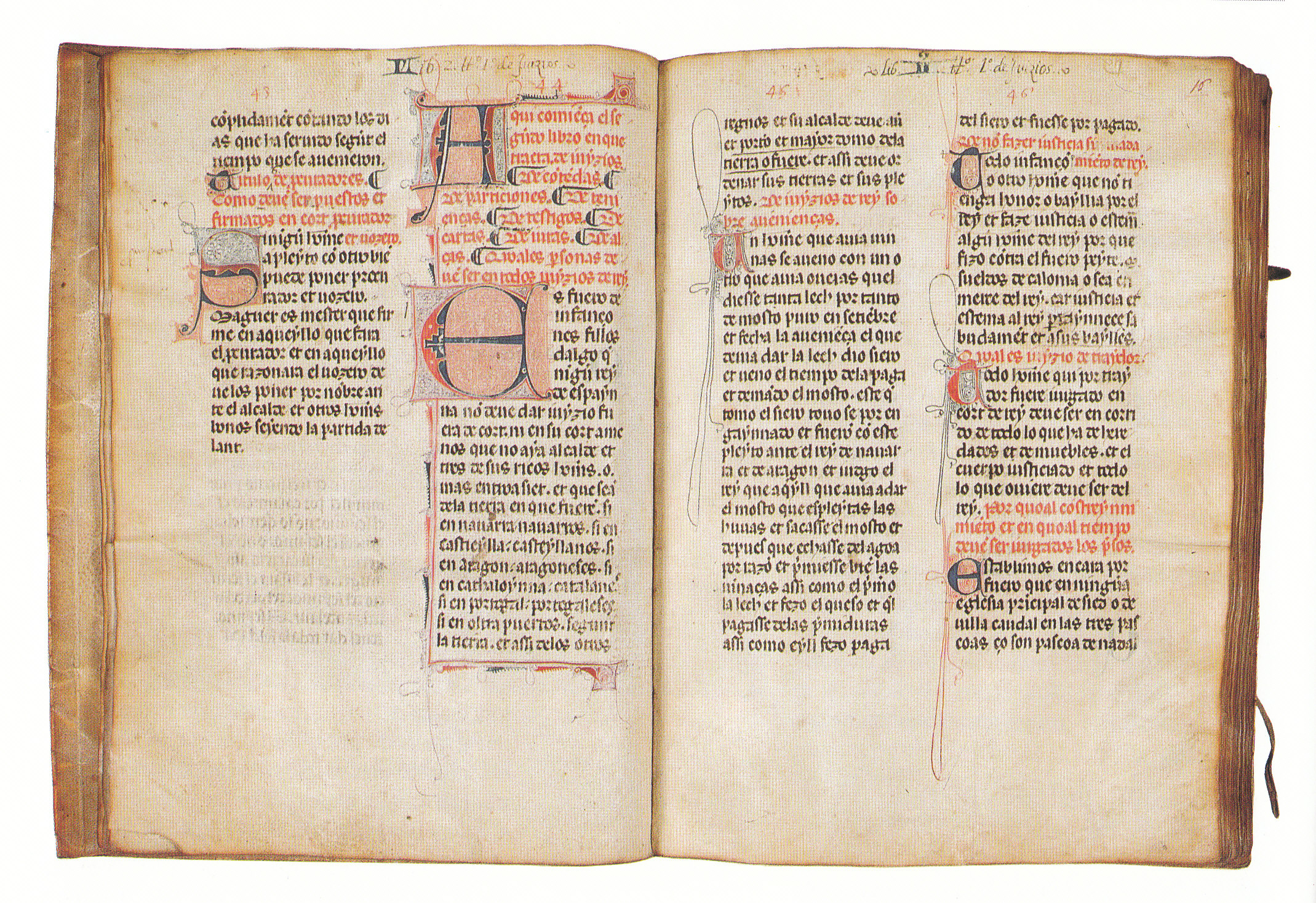
Códice del Fuero General de Navarra, escrito en romance navarro. Archivo Real y General de Navarra.

### Vascuence
Aunque falta estudios filológicos y lingüísticos que lo confirmen, se estima que en algunas zonas, especialmente de la montaña y en valles más aislados, la mayoría de la población hablaría algunas de las variantes dialectales de vascuence (roncalés, salacenco, aezcoano, etc.) que se tienen documentadas en Navarra, mientras que en otras zonas, y en las grandes localidades, la presencia de diferentes variantes de lenguas romances (navarro, occitano languedociano, occitano cispirenaico, gascón, etc) serían habituales. Seguramente el poliglotismo fuera constante y mayoritario como herramienta de administración y comercio.
El vasco seguiría siendo predominante entre la población rural, aunque, a pesar de su mayor arraigo entre el vulgo, era, sin embargo, raramente escrito (no hay vestigios más que términos o breves notas) y de forma en cualquier caso informal.

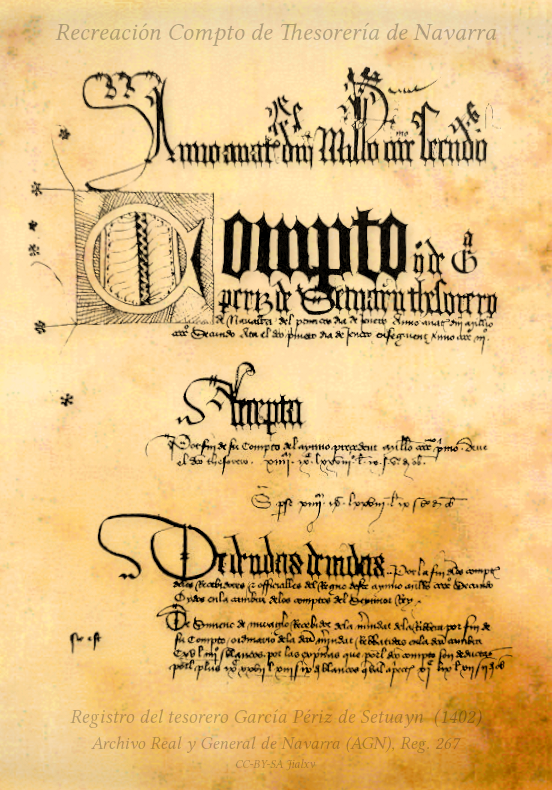
Ejemplo de compto (cuenta), conservado el Archivo Real y General de Navarra, del registro de tesorería de 1402 (AGN, Comptos Reg. 267), firmado por García Périz de Setuáin, tesorero de Navarra. La lengua empleada era el romance navarro.

### Romance navarro
Tiene su evolución desde la asentada tradición cultural latina durante el primer milenio de la era cristiana, propiciado por el nacimiento del Reino de Pamplona y por su coexistencia con un acusado sustrato vascón. Sobre su caracterización dialectológica propia el filólogo vasco Koldo Mitxelena decía en 1984:

Nadie ha escrito nada semejante a El último tamborilero de Erraondo a propósito de la muerte por consunción lenta de alguna variedad del romance navarro, de cuya existencia no se han enterado todavía hasta algunos historiadores.
Luis Michelena, Romanización y lengua vasca, 1984

El romance navarro, según afirman algunos lingüistas, «tanto por su nacimiento en un medio geográfico sustentador de la lengua vasca como por su coexistencia secular con ésta, el origen y desarrollo del navarro ofrece problemas y características peculiares en la historia de la lingüística española». A pesar del volumen de «textos legales y cronísticos del romance navarro» hasta comienzos del siglo XX se ha considerado «que estaban compuestos en castellano o en provenzal o en una mezcla de ambos».
Los primeros balbuceos escritos de esta lengua se detectaría en las Glosas Emilianenses insertadas hacia el siglo XI en un códice emilianense 60 elaborado unos años antes,  hacia los siglos IX-X, en el Monasterio de San Millán de la Cogolla (La Rioja). Sin embargo, desde en los siglos siguientes conoce
El romance navarro, adoptado como lengua de uso de la Cancillería Real de Navarra desde 1223, en detrimento del latín que se dejaba para documentos más oficiales y diplomáticos, y esporádicamente del occitano. En los juramentos de Fueros durante las coronaciones reales celebrados en la Catedral de Pamplona era la lengua exigida por los representantes del reino a los nuevos monarcas, por lo menos desde 1329, Esta variante romance se impondría progresivamente al occitano en la lengua escrita, siendo asimilado, por similitud, por el castellano al final de la Edad Media. Al norte de los Pirineos, en la Baja Navarra, los textos de las administraciones eclesiástica, señorial y municipal aparecen escritos en romance navarro y en gascón.

#### El navarro y el aragonés: debate lingüístico
Cuando en 1926 Ramón Menéndez Pidal publica su obra sobre los Orígenes del español asienta unas líneas maestras al establecer distintas áreas lingüísticas peninsulares en ocasiones basándose más en criterios geográficos que lingüísticos: "Región navarro-aragonesa" con una ligera descripción del contexto histórico de esta región y dedicando un epígrafe al "Idioma navarro-aragonés". Medio siglo más tarde González Ollé, secundado por otros filólogos, la consideraban «una terminología imprecisa y fluctuante que el uso rutinario, apoyado en la autoridad de Menéndez Pidal, prolonga hasta el presente. Mientras, han ido creándose denominaciones varias en función de un mejor conocimiento, es decir, del ajuste a la realidad».
El navarro compartió con el aragonés en un primer momento el mismo sustrato língüístico, el navarroaragonés, una lengua iberorromance. Pero con el paso de los siglos entidad propia y, de forma natural, entre los siglos XV y XVI se fusionó con el castellano.  
El aragonés aún conserva presencia en espacios reducidos del Pirineo. 

La llamada Reconquista, o expansión del Reino de Navarra sobre tierras musulmanas y cristianas, con la consiguiente repoblación con cristianos del Reino de Navarra, llevó consigo el idioma por todo el territorio conquistado. La anexión por el Reino de Navarra de los condados aragoneses supuso una importante influencia de la lengua navarroaragonesa sobre los territorios posteriores de la Corona de Aragón y en el castellano.

### Historia política
- Lacarra de Miguel, José María (1973). Historia Política del Reino de Navarra 3. Pamplona: Caja de Ahorros de Navarra (publicado el 1973a). OCLC 888838488. Archivado desde el original el 1 de febrero de 2018. Consultado el 10 de abril de 2024.
- Lacarra de Miguel, José María (1973). Historia Política del Reino de Navarra 3. Pamplona: Caja de Ahorros de Navarra (publicado el 1973b). OCLC 888838488. Archivado desde el original el 1 de febrero de 2018. Consultado el 10 de abril de 2024.
- Lacarra de Miguel, José María (1973). Historia Política del Reino de Navarra 3. Pamplona: Caja de Ahorros de Navarra (publicado el 1973c). OCLC 888838488. Archivado desde el original el 1 de febrero de 2018. Consultado el 10 de abril de 2024.
- Lacarra de Miguel, José María (1975). Historia del Reino de Navarra en la Edad Media 1. Pamplona: Caja de Ahorros de Navarra. ISBN 9788450056990. Archivado desde el original el 1 de febrero de 2018. Consultado el 30 de septiembre de 2020.
- Martín Duque, Ángel J. (coord.) (1986). Gran atlas de Navarra. II Historia 2. Caja de Ahorros de Navarra. ISBN 84-505-3458-5. OCLC 434773008. Archivado desde el original el 28 de julio de 2023. Consultado el 30 de septiembre de 2020.
- Miranda García, Fermín (2012). «La afirmación ideológica de la monarquía navarra y el empleo del romance en el entorno de 1200». e-Spania (13). ISSN 1951-6169.

### Historia lingüística
- Cierbide Martinena, Ricardo (1970). «El romance navarro antiguo». Fontes linguae vasconum: Studia et documenta 2 (6): 269-370. ISSN 0046-435X. Consultado el 28 de octubre de 2024.
- — (1980). «En torno a la problemática lingüística en la Navarra medieval (El romance navarro)». Fontes linguae vasconum: Studia et documenta 12 (35): 395-402. ISSN 0046-435X. Consultado el 28 de octubre de 2024.
- — (1998a). «El Euskera en la Navarra medieval en su contexto románico». Fontes linguae vasconum: Studia et documenta (Institución Príncipe de Viana) 30 (79): 497-514. ISSN 0046-435X.
- — (1998b). «Notas gráfico-fonéticas sobre la documentación medieval navarra». Príncipe de Viana 59 (214): 523-534. ISSN 0032-8472.
- — (1990). «Plurilingüismo histórico en Euskal Herria». Fontes linguae vasconum: Studia et documenta (Institución Príncipe de Viana) 22 (56): 149-164. ISSN 0046-435X.
- González Ollé, Fernando (1970). «El romance navarro». Revista de filología española (53): 45-94. ISSN 0210-9174.
- — (1987). «Reconocimiento del romance navarro bajo Carlos II (1350)». Príncipe de Viana 48 (182): 705-710. ISSN 0032-8472. Consultado el 28 de octubre de 2024.
- — (1996). «Navarro». Manual de dialectología hispánica: el español de España. Ariel lingüística. Ed. Ariel. pp. 305-316. ISBN 978-84-344-8217-3. Consultado el 29 de octubre de 2024.
- — (2011). «El navarro y el aragonés». Pirinioetako hizkuntzak: oraina eta lehena: Euskaltzaindiaren XVI. Biltzarra, 2011 (Euskaltzaindia): 729-760. ISBN 978-84-95438-76-8. Consultado el 29 de octubre de 2024.
- Jimeno Jurío, José María (1997). Navarra: historia del euskera (2ª edición). Tafalla: Txalaparta. ISBN 84-8136-062-7.
- Líbano Zumalacárregui, Ángeles (1977). El romance navarro en los manuscritos del fuero antiguo del Fuero General de Navarra. Colección Textos medievales. Inst. Príncipe de Viana. ISBN 978-84-235-0086-4.
- Pérez-Salazar Resano, Carmela (1992). «Evolución del dialecto navarro: ¿Incidencia del factor geográfico?». Actas del II Congreso Internacional de Historia de la Lengua española (Pabellón de España): 259-266. ISBN 978-84-604-4309-4. Consultado el 28 de octubre de 2024.
- — (1993). El romance navarro en documentos reales del Siglo XIV (1322-1349). Universidad de Navarra. Consultado el 28 de octubre de 2024.
- Sánchez Marco, Carlos (2007). La lengua en el crisol navarro: un caso de involución lingüística por vía de furto o maña. Lebrel Blanco. ISBN 9788461197286.
- Sarasa Echeverría, Sergio (2024). «El léxico navarro y su pervivencia más allá de la Edad Media: Estudio de voces de raigambre navarroaragonesa en un inventario navarro del siglo XVIII». RILEX. Revista sobre investigaciones léxicas 7 (2): 33-58. ISSN 2605-3136. doi:10.17561/rilex.7.2.8321. Consultado el 28 de octubre de 2024.